# 雞肋編
《鸡肋编》是宋人笔记，北宋庄绰著，凡三卷。

## 简介
鸡肋之名典出《三国志》，作者自序说取鸡肋“食之则无所得，弃之则殊可惜”。《鸡肋编》所记多唐宋年間轶事遗闻，共收三百余条笔记，谐谑有趣，记史实、名物、习俗，多有精到之处。如書中引蔡京《太清侍宴记》的君臣对答，庄绰斥蔡京“不特欲夸耀于世，又将以恐动言者。然不知皆不足恃为荣也，而适足以为国家之辱焉。”又如唐朝柳宗元的名篇《捕蛇者说》記載蕲蛇（白花蛇）有剧毒，“触草木，尽死”，庄绰在永州任地方官時也親自前往觀看，“采者置食竹筒中，作绳网以系其首，剖腹乃死。入药以酒浸煮，去首与麟骨，三两可得肉一两用也。”。又記“广南风俗”，提到和尚可以经商、娶妻。作者信奉佛教，书中也记述神异、报应之事，如卷下《徽宗北狩孙卖鱼前知》已預知靖康之變，“明年有沙漠之行，人始解其识”。本書也收集傳奇故事，如〈淮陰節婦傳〉，寫一再醮少婦為前夫報仇之事，少婦的第二任丈夫在雨天看見地上有“水泡”，說出當年因貪戀少婦美色而殺其前夫。情節雖出人意表，但不假鬼神之說，是宋人傳奇中的名篇。《四库全书·鸡肋编提要》稱是書可與後來周密《齊東野語》相埒，非《輟耕錄》諸書所及也。其自序题绍兴三年二月五日，但书中记有绍兴九年事，疑其“书成之后又续有所增”。有涵芬楼辑《宋人小说》本、影元钞本、傅增湘手校本，文澜阁补钞本，《琳琅秘室丛书》本、《丛书集成初编》本等。